# Rue Lemon
La rue Lemon est une rue située dans le 20e arrondissement de Paris, en France.

## Situation et accès
La rue Lemon est desservie par les lignes 2 et 11 à la station Belleville. La station Vélib' la plus proche se trouve au 116, boulevard de Belleville.

## Origine du nom
Nicolas Lémon (1787-1836) était le propriétaire d'une maison dans cette rue lorsqu'elle fut baptisée. Il dirigeait une pépinière au 3, rue Dénoyez à Belleville (alors commune indépendante de Paris), situé tout près. Jean-Nicolas Lémon (1817-1895), son fils, avait 19 ans à la mort de son père. Il reprit la pépinière et devint un des premiers producteurs d'iris de jardin en Europe.

## Historique
Cette rue, située jusqu'en 1860 sur le territoire de l'ancienne commune de Belleville, porte son nom depuis 1847.

## Éléments remarquables
Le bâtiment d'angle avec le boulevard de Belleville porte une intervention (N°363, 2023) du street artiste MifaMosa.